# Visitazione (Pontormo)

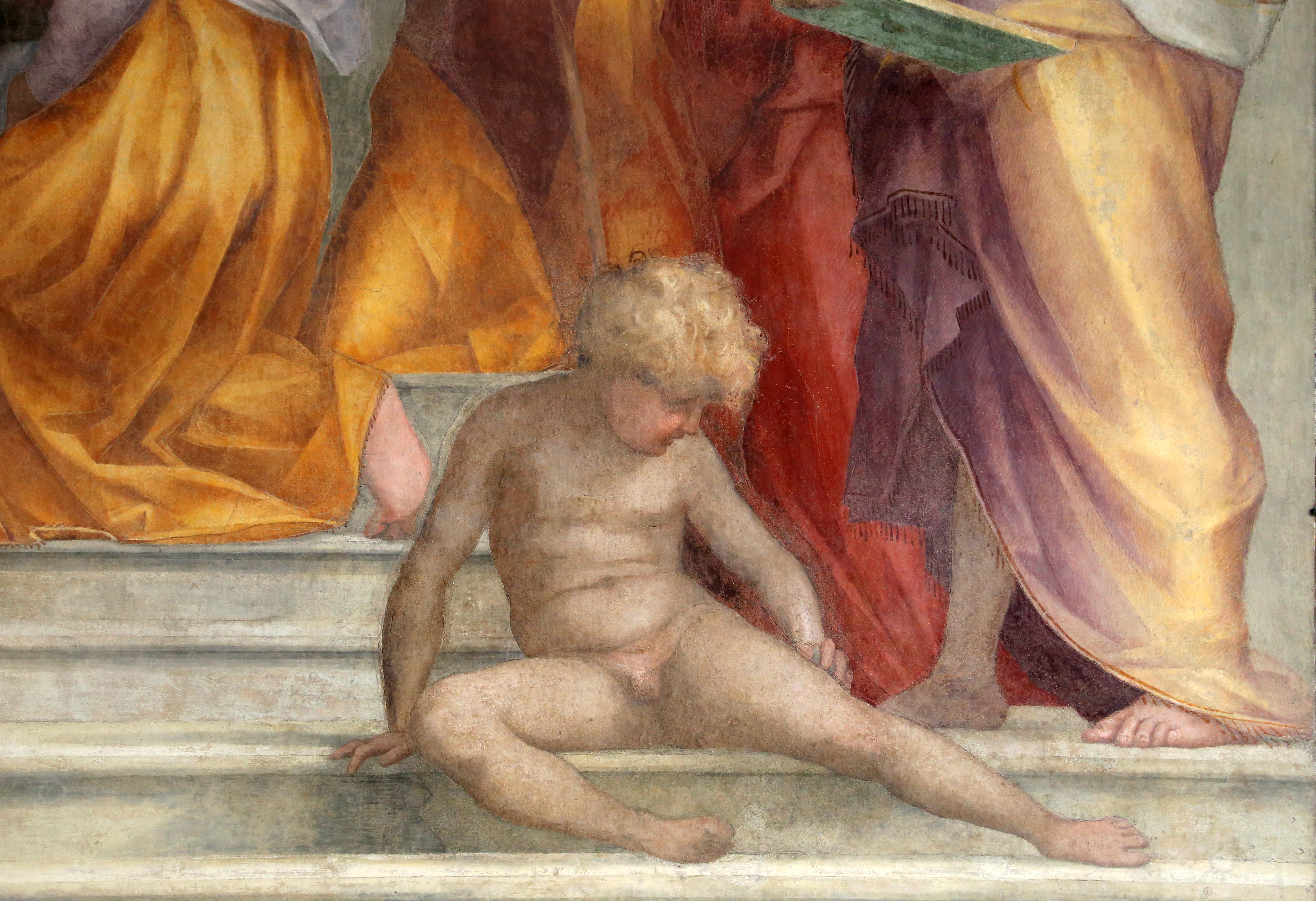
Dettaglio

La Visitazione è un affresco (392x337 cm) di Pontormo, databile al 1514-1516 e conservato nel Chiostrino dei Voti della basilica della Santissima Annunziata di Firenze.

## Storia
Le notizie sulla realizzazione dell'affresco sono scarse e non consentono di collocarlo esattamente. Si pensa che venne eseguito oltre la scadenza della solennità del 1514, che invece fu il motore per accelerare il completamento della altre lunette, e si ritiene che venne dipinto dall'allievo di Andrea del Sarto in sostituzione del maestro che non volle completare il ciclo. Allo stesso Pontormo fu commissionato anche l'affresco, oggi molto deteriorato, dello stemma di Leone X sull'arco davanti all'ingresso principale, poi inglobato nel portico antistante la basilica.
Come gli altri affreschi della serie, venne staccato, restaurato e ricollocato entro gli anni sessanta del Cinquecento, operazione che limitò anche i danni dell'alluvione di Firenze del 4 novembre 1966.
Nel Gabinetto dei Disegni e delle Stampe se ne conservano due disegni preparatori (n. 6603 e 6542).

## Descrizione e stile

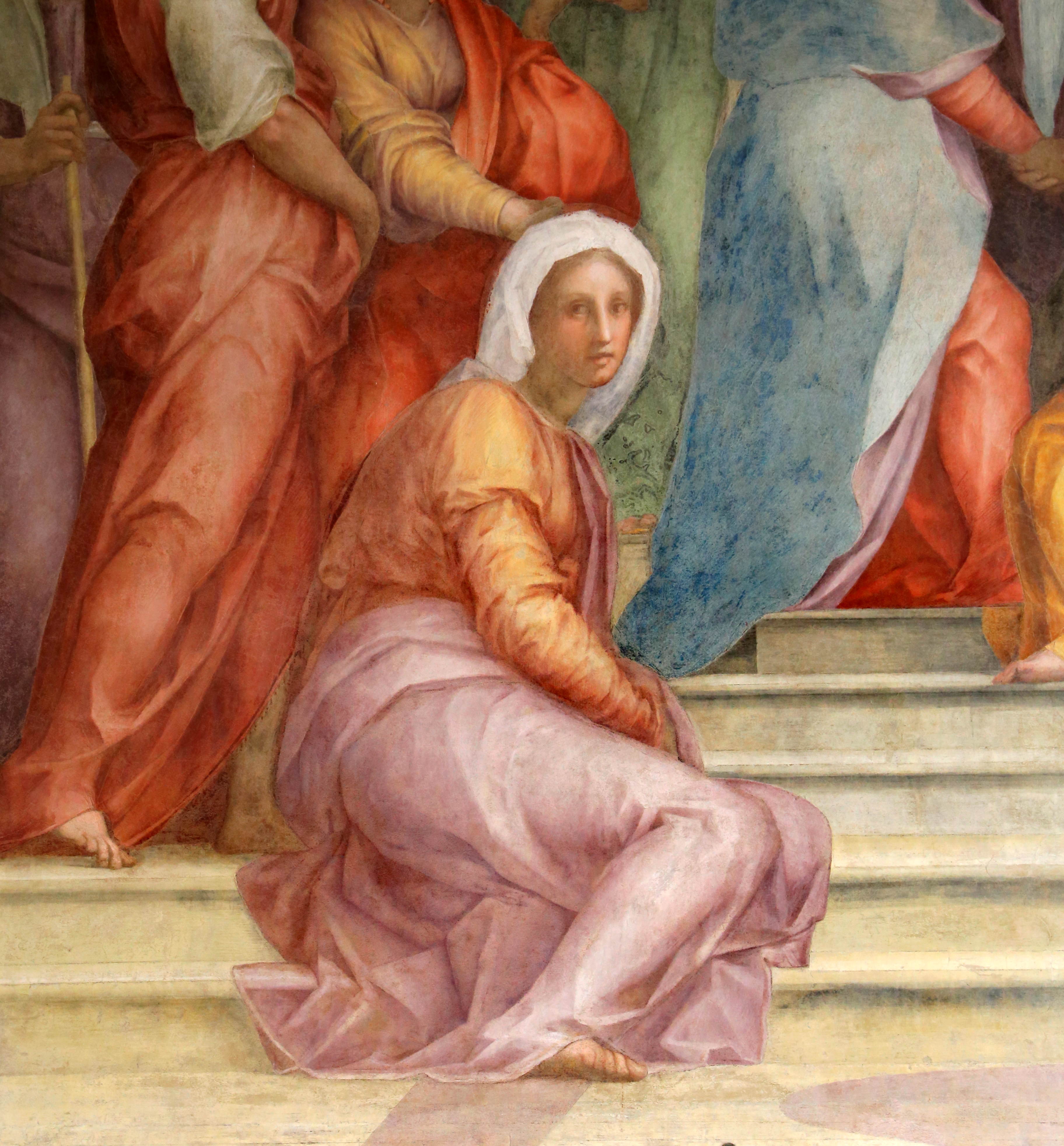
Dettaglio

Citato e descritto da Vasari, l'affresco trattò la visitazione attingendo alle più avanzate novità spaziali allora venute alla luce sulla piazza artistica fiorentina. Invece di riferirsi a Ghirlandaio, fonte di ispirazione per la maggior parte delle scene, Pontormo prese a modello piuttosto le opere di Raffaello e di Fra Bartolomeo, come la Pala Pitti dalla quale derivò il moto circolare delle figure attorno al nucleo della Visitazione vera e propria. Inoltre, a differenza di Andrea del Sarto, per ampliare lo spazio Pontormo non ricorse a figure disposte lungo le diagonali, ma sviluppò i gradini, assai inconsueti in questa iconografia, su cui pose delle figure che creano una sorta di quinte laterali e che incoraggiano lo scorrere dei personaggi circolarmente, come nel Parnaso di Raffaello. Nel complesso però la spazio appare insufficiente rispetto alla sovrabbondanza di personaggi, creando una sottile inquietudine che si allontana da tali posatissimi modelli.
Sulla sommità di cinque gradini Maria riceve l'omaggio di sant'Elisabetta, inginocchiata su un gradino più basso, sullo sfondo di un'esedra colonnata su cui si trova anche la firma dell'artista. Sopra di essa, che è su un fondale scuro, stanno un putto e un anziano, che movimentano ulteriormente la composizione. Maria ed Elisabetta ricordano la Madonna dell'Impannata, sempre di Raffaello, mentre nelle altre figure femminili si riscontrano similarità, nelle pose e nelle fisionomie, con i lavori di Andrea del Sarto. Rispetto alla vivace vena narrativa delle altre scene del ciclo dipinte dal del Sarto, lo spazio appare qui più bloccato e circoscritto, in pose statuarie come quella del santo col libro, in primo piano a destra, o della canefora a sinistra, o ancora della madre col bambino in secondo piano, accanto a Maria. Si tratta di echi michelangioleschi, così come lo stridore della veste gialla di Elisabetta, che ha fatto ipotizzare un viaggio dell'artista a Roma, verso il 1515, dove dovette vedere le novità nella Cappella Sistina e nelle Stanze di Raffaello.
Per Luciano Berti l'affresco presenta "una maggiore decisione unitaria nello spazio, dunque, mentre il medesimo schema fondamentale classico [...] trova ora in Pontormo un moto di variazioni molto più intenso di personaggio in personaggio...".
Notevole è il putto seduto a destra, figura sciolta e densa di malinconica emozione, in cui si coglie già lo stile di poetica "maniera" della maturità del pittore. La sua posa disinvolta sui gradini richiama quella del Diogene nella Scuola di Atene di Raffaello, presupponendo quindi un viaggio a Roma di poco anteriore all'affresco, o comunque la conoscenza dell'opera raffaellesca tramite disegni o incisioni. Anche lo sguardo enigmatico della donna a sinistra, lievemente caricato e inquieto, è indice di una nuova sensibilità, estranea ad esempio ai pittori fiorentini della generazione immediatamente precedente come Fra Bartolomeo. Nuovo è anche il gesticolare del gruppo sulla destra.